# لوسيان غوتييه
لوسيان غوتييه هو عالم عقيدة سويسري، ولد في 17 أغسطس 1850 في Genève ‏، وتوفي في 2 فبراير 1924 في Cologny ‏ في سويسرا.